# Erythricium chaparralum
Erythricium chaparralum är en svampart som beskrevs av Burds. & Gilb. 1982. Erythricium chaparralum ingår i släktet Erythricium och familjen Corticiaceae.   Inga underarter finns listade i Catalogue of Life.